# Jean Honoré
Pour les articles homonymes, voir Honoré.
Jean Honoré (né à Saint-Brice-en-Coglès le 13 août 1920 et mort à Tours le 28 février 2013) est un cardinal français, archevêque de Tours de 1981 à 1997.

## Biographie

### Prêtre
Jean Marcel Honoré est titulaire d'un doctorat en théologie obtenu à l'Institut catholique de Paris. Il a été ordonné prêtre le 29 juin 1943 pour l'archidiocèse de Rennes puis a enseigné dans des collèges de Rennes et de Saint-Malo ainsi qu'au grand séminaire. Il a ensuite travaillé pendant six ans au Centre national de l'éducation religieuse (CNER) avant de devenir recteur de l'université catholique d'Angers. Il est spécialiste de l'œuvre de John Henry Newman, auquel il a consacré une biographie.

### Évêque
Nommé évêque d'Évreux le 24 octobre 1972, Jean Honoré a été consacré le 17 décembre suivant par le cardinal Paul Gouyon. Le 13 août 1981 il a été nommé archevêque de Tours, charge qu'il a assumée jusqu'au 22 juillet 1997, date à laquelle il s'est retiré ayant atteint l'âge canonique.
Sa devise épiscopale « Cor ad cor loquitur » (« Le cœur parle au cœur ») est empruntée à John Henry Newman.

### Cardinal
Jean Honoré est créé cardinal, non électeur, par Jean-Paul II lors du consistoire du 27 février 2001 avec le titre de cardinal-prêtre de Santa Maria della Salute a Primavalle.
Il ne participe pas au conclave de 2005, qui voit l'élection du pape Benoît XVI, ayant dépassé la limite d'âge canonique pour être cardinal électeur.
Il meurt le 28 février 2013, quelques heures avant la renonciation effective du pape Benoît XVI, dont le télégramme de condoléances adressé à Bernard-Nicolas Aubertin, archevêque de Tours, constitue l'un des derniers actes du pontificat.

## Ouvrages
- Itinéraire spirituel de newman, Editions du Seuil, 1963
- La Pensée de John Henry Newman : une introduction, Mayenne, Éditions Ad Solem, janvier 2010, 147 p. (ISBN 978-2-940402-34-2)
- La Pensée christologique de Newman, Desclée de Brouwer, 1996
- Newman : la fidélité d'une conscience, France, C.L.D., coll. « Veilleurs de la foi », 15 janvier 1986 (réimpr. 2005), 125 p. (ISBN 978-2-85443-106-3)
- John Henry Newman, Un homme de Dieu, Éditions du Cerf, coll. « Histoire », 2003
- La Grace d'être né, Presse de la Renaissance, 2006
- Les aphorismes de Newman, CERF, 2007
- John Henry Newman : le cœur parle au cœur, Presse de la Renaissance, 2006
- Les mots qui disent la foi, CERF, 2009
- Newman tel qu'en lui-même, Livre Ouvert, 2010
- La Pensée de John Henry Newman, Ad Solem, 2010
- John Henry Newman : le combat de la vérité, Éditions du Cerf, 2010